# Wetrowo (Kaliningrad, Bagrationowsk)
Wetrowo (russisch Ветрово, deutsch Schölen, litauisch Šėliai) ist ein Ort in der russischen Oblast Kaliningrad (Gebiet Königsberg (Preußen)) und gehört zur Pogranitschnoje selskoje posselenije (Landgemeinde Pogranitschny (Hermsdorf)) im Rajon Bagrationowsk (Kreis Preußisch Eylau).

## Geographische Lage
Wetrowo liegt am Ostufer des Frischen Haffs und 16 Kilometer nordöstlich der früheren Kreisstadt Mamonowo (Heiligenbeil). Das kleine Dorf ist nur auf sehr unwegsamen Straßen erreichbar. Die nächste Bahnstation ist Laduschkin (Ludwigsort) an der Bahnstrecke von Kaliningrad (Königsberg) nach Mamonowo (Heiligenbeil) zur Weiterfahrt nach Polen (ehemalige Preußische Ostbahn bzw. O.p. (Ostanówotschny punkt = „Haltepunkt“) Sosnowy Bor an derselben Bahnlinie).

## Geschichte
Die kleine früher Schölen zu Pohren bzw. Schölen genannte Landgemeinde kam 1874 zum neu errichteten Amtsbezirk Rippen (heute russisch: Sowchosnoje) im Landkreis Heiligenbeil und Regierungsbezirk Königsberg der preußischen Provinz Ostpreußen. Im Jahre 1910 leben in Schölen zu Pohren 34 (im benachbarten Schölen zu Rippen 113) Einwohner.
Am 30. September 1928 kam es zum Zusammenschluss der beiden Landgemeinden Schölen zu Pohren und Schölen zu Rippen zur neuen Landgemeinde Schölen (ohne Zusatz). Ein Jahr später wurde Schölen in den Amtsbezirk Pohren (heute russisch: Rasdolnoje) umgegliedert, der noch im gleichen Jahr in „Amtsbezirk Windkeim“ umbenannt wurde, zu dem es bis 1945 gehörte.
Infolge des Zweiten Weltkrieges kam Schölen mit dem nördlichen Ostpreußen zur Sowjetunion und erhielt 1950 die russische Bezeichnung Wetrowo. Bis 2009 war es in den Pogranitschni selski sowjet (Dorfsowjet Pogranitschny) eingegliedert und ist seither – aufgrund einer Struktur- und Verwaltungsreform – eine als „Siedlung“ (russisch: possjolok) eingestufte Ortschaft innerhalb der Pogranitschnoje selskoje posselenije (Landgemeinde Pogranitschny) mit Amtssitz in Sowchosnoje.

## Kirche
Bei größtenteils evangelischer Bevölkerung war Schölen bis 1945 in das Kirchspiel Bladiau im Kirchenkreis Heiligenbeil in der Kirchenprovinz Ostpreußen der Kirche der Altpreußischen Union eingepfarrt. Letzter deutscher Geistlicher war Pfarrer Heinrich Geiger.
Heute liegt Wetrowo im Einzugsgebiet der beiden in den 1990er Jahren neu entstandenen evangelischen Gemeinden in Mamonowo und Nowo-Moskowskoje. Beides sind Filialgemeinden der Auferstehungskirche in Kaliningrad, die zur Propstei Kaliningrad der Evangelisch-lutherischen Kirche Europäisches Russland (ELKER) gehört.